# Paxton (Floride)
Pour les articles homonymes, voir Paxton.
La ville de Paxton est située dans le comté de Walton, dans l’État de Floride, aux États-Unis. Sa population s’élevait à 644 habitants lors du recensement de 2010, estimée à 797 habitants en 2017.

## Démographie
| Groupe            | Paxton | Floride | États-Unis |
| ----------------- | ------ | ------- | ---------- |
| Blancs            | 89,0   | 75,0    | 72,4       |
| Afro-Américains   | 3,4    | 16,0    | 12,6       |
| Métis             | 3,1    | 2,5     | 2,9        |
| Amérindiens       | 2,6    | 0,4     | 0,9        |
| Autres            | 1,9    | 6,0     | 11,2       |
| Total             | 100    | 100     | 100        |
|                   |        |         |            |
| Latino-Américains | 2,5    | 22,5    | 16,7       |

Selon l'American Community Survey, pour la période 2011-2015, 99,64 % de la population âgée de plus de 5 ans déclare parler l'anglais à la maison et 0,36 % déclare parler l'espagnol.
| 1960 | 1970 | 1980 | 1990 | 2000 | 2010 |
| ---- | ---- | ---- | ---- | ---- | ---- |
| 215  | 243  | 659  | 600  | 656  | 644  |

## Source
- (en) Cet article est partiellement ou en totalité issu de l’article de Wikipédia en anglais intitulé « Paxton, Florida » (voir la liste des auteurs).